# Prebble-Gletscher
Der Prebble-Gletscher ist ein etwa 15 km langer Gletscher in der antarktischen Ross Dependency. In der Königin-Alexandra-Kette des Transantarktischen Gebirges fließt er vom Mount Kirkpatrick in westlicher Richtung zum Walcott-Firnfeld, das er nördlich des Fremouw Peak erreicht. 
Die Nordgruppe einer von 1961 bis 1962 durchgeführten Kampagne im Rahmen der New Zealand Geological Survey Antarctic Expedition benannte ihn nach dem Expeditionsteilnehmer Michael Maynard Prebble (1929–1998), welcher der Gruppe bei der Expeditionsvorbereitung und dem -training behilflich war.